# Itch.io
itch.io — онлайн-сервис для размещения, продажи и загрузки инди-игр. Сервис запущен в марте 2013 года и на апрель 2021 года насчитывает более 200 тысяч игр.

## История
3 марта 2013 Лиф Коркоран разместил запись в своём блоге leafo.net, где подробно описал, в чём будет суть сайта и что для распространения игр будет использована модель «плати сколько хочешь». В интервью Rock, Paper, Shotgun Коркоран рассказал, что первоначальной идеей было создать не магазин, а место для «создания домашних страниц для игр».
В июне 2015 года сервис насчитывал уже более 15 000 игр и программ.
В декабре 2015 года сайт объявил о выпуске настольного приложения для установки игр и другого контента. Была заявлена поддержка ОС Windows, MacOS и Linux. Сегодня приложение рекомендуется как «лучший способ играть в свои игры на itch.io».
В апреле 2021 года приложение itch.io появилось в Epic Games Store.
9 декабря 2024 года сайт удалили, из-за жалобы компании «Funko» на одну страницу сайта, которую по информации DTF «Сразу же скрыли». Однако, 10 декабря сайт был восстановлен.

## Выручка
Разработчик может взимать деньги за игры, выпущенные на платформе, и в мае 2015 года на эти цели разработчиками itch.io было выделено 51 489 долларов. По умолчанию, сайт забирает 10 % от каждой продажи, но разработчик может выбрать, сколько денег сайт получит за каждую покупку. Разработчик может установить низкие цены на игры (или сделать их бесплатными), и пользователь может заплатить любую сумму выше минимальной, если ему понравится игра. Для покупок на сайте ранее можно было использовать криптовалюту «Биткойн», но ввиду удаления Stripe этой поддержки, сайт перестал обеспечивать работу с ней.